# Alasiya

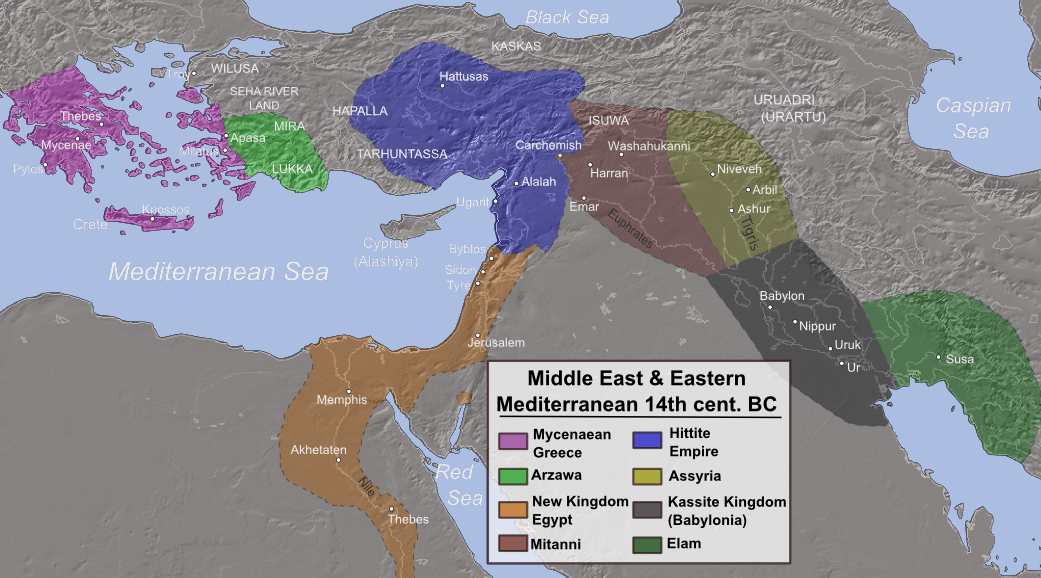
Il Vicino Oriente antico durante l'età del bronzo

Alashiya, scritto anche Alasiya, era uno stato situato da qualche parte nel Mediterraneo orientale che esistette nella media e tarda età del bronzo. Fu una delle principali fonti di merci, in particolare di rame, per l'antico Egitto e altri Stati del Vicino Oriente antico. Viene citato da un certo numero di testi sopravvissuti e si pensa possa essere l'antico nome di Cipro, o di una zona di Cipro. Ciò è stato confermato dalle analisi scientifiche eseguite dall'Università di Tel Aviv delle tavolette di argilla che furono inviate da Alashiya ad altri governanti.

## Fonti antiche
Il nome dello stato traslitterato come "Alashiya" si trova su testi scritti in egiziano, ittita, accadico, miceneo (Lineare B) e ugaritico. Corrisponde all'Elishah biblica. Alcune delle lettere di Amarna sono del re o dei ministri di Alashiya. Esse riportano perlopiù la quantità di rame inviato da Alashiya e le richieste di argento o avorio in cambio. Una lettera si riferisce a 500 talenti di rame (probabilmente circa 12,5 tonnellate) e alle relative scuse per spiegare perché così poco rame era stato inviato. Il Faraone è indicato dal re di Alashiya come il suo "fratello", fatto che indica che il re si considerava come un suo pari, probabilmente grazie al potere economico del suo regno. Il Papiro Anastasi IV, scritto diversi secoli dopo, si riferisce anche al rame (così come le mucche) inviato da Alashiya in Egitto.
Altri testi contengono ulteriori indizi. Le lettere di Amarna contengono riferimenti a una nave appartenente al re di Alashiya e agli uomini di Lukka (probabilmente parte dei Popoli del Mare) che attaccavano dei villaggi di Alashiya. 
In un'altra corrispondenza, il re di Ugarit implora aiuto al re di Alashiya per proteggere Ugarit dai Popoli del Mare. Un documento proveniente da Ugarit narra invece della messa al bando di due principi della "terra di Alashiya". Un altro testo trovato a Ugarit può contenere un ulteriore indizio circa la posizione del capitale di Alashiya, in quanto potrebbe implicare che la città fosse situata su una montagna. Tuttavia, questa parola è più spesso tradotta come riva
La parte finale del Il viaggio di Unamon riporta come Wenamun, un prete egiziano, finì ad Alashiya, dopo che era stata portato fuori rotta durante il suo viaggio in mare da Byblos in Egitto. Wenamun riferisce che fu quasi ucciso da una folla inferocita, ma fu salvato da Hatbi, la "principessa della città".
Alcuni degli ultimi testi riferiti ad Alashiya provengono dell'impero ittita (Turchia) e vantano di aver represso Alashiya con la forza. 

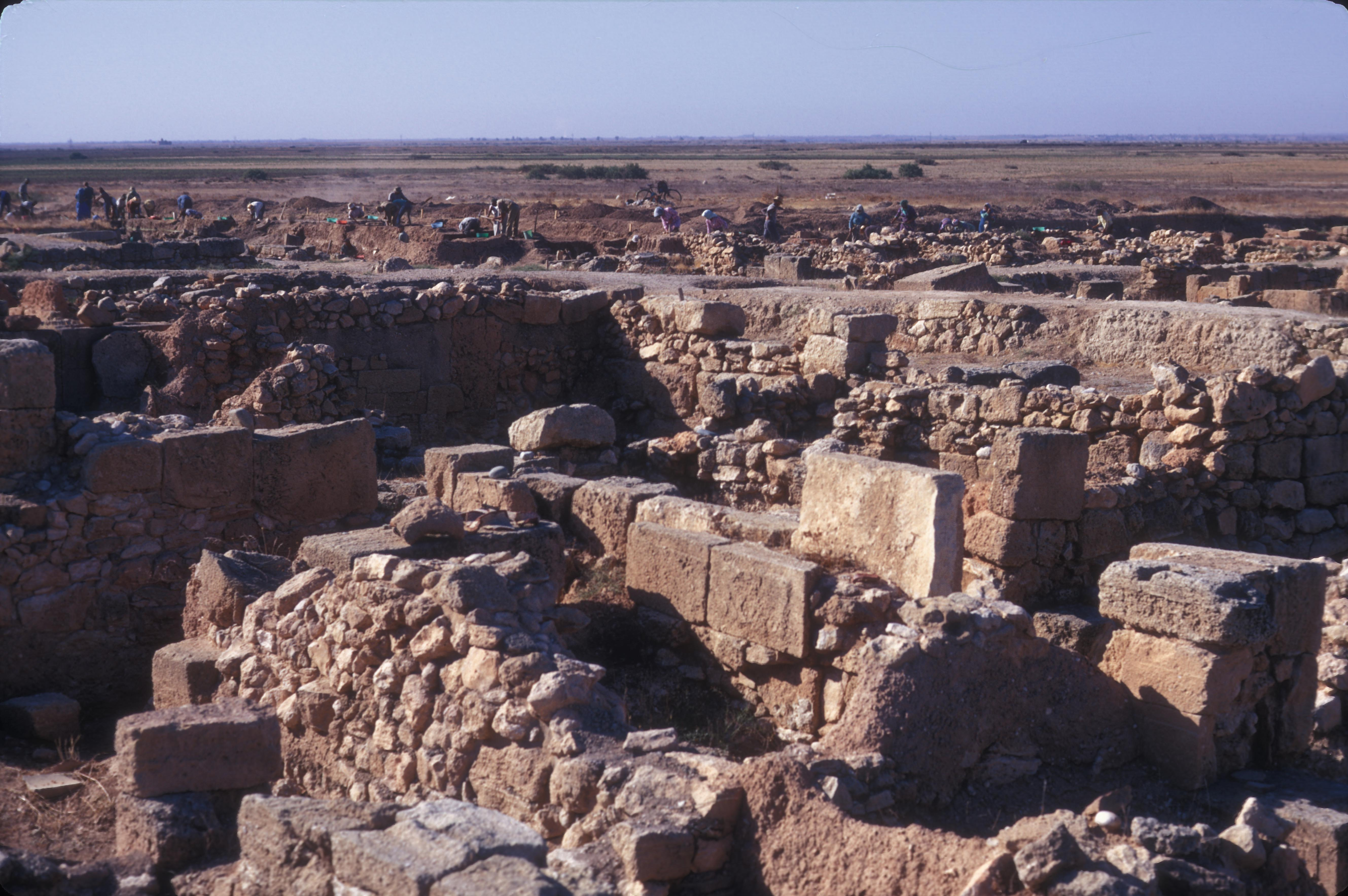
Rovine di Enkomi

## Identificazione
Il luogo dove si trovava Alashiya deve quindi aver avuto una considerevole produzione di rame durante la tarda età del bronzo. 
Alcuni studiosi hanno suggerito che alcuni siti e aree della Siria o della Turchia possano essere le sedi dove si trovasse l'antico regno, ma è ormai generalmente (anche se non universalmente) riconosciuto che Alashiya si trovasse sull'isola di Cipro. In particolare, è stato sostenuto che il sito di Enkomi fu la capitale del regno di Alashiya, che copriva forse l'intero territorio di Cipro.